# Neukunstgruppe

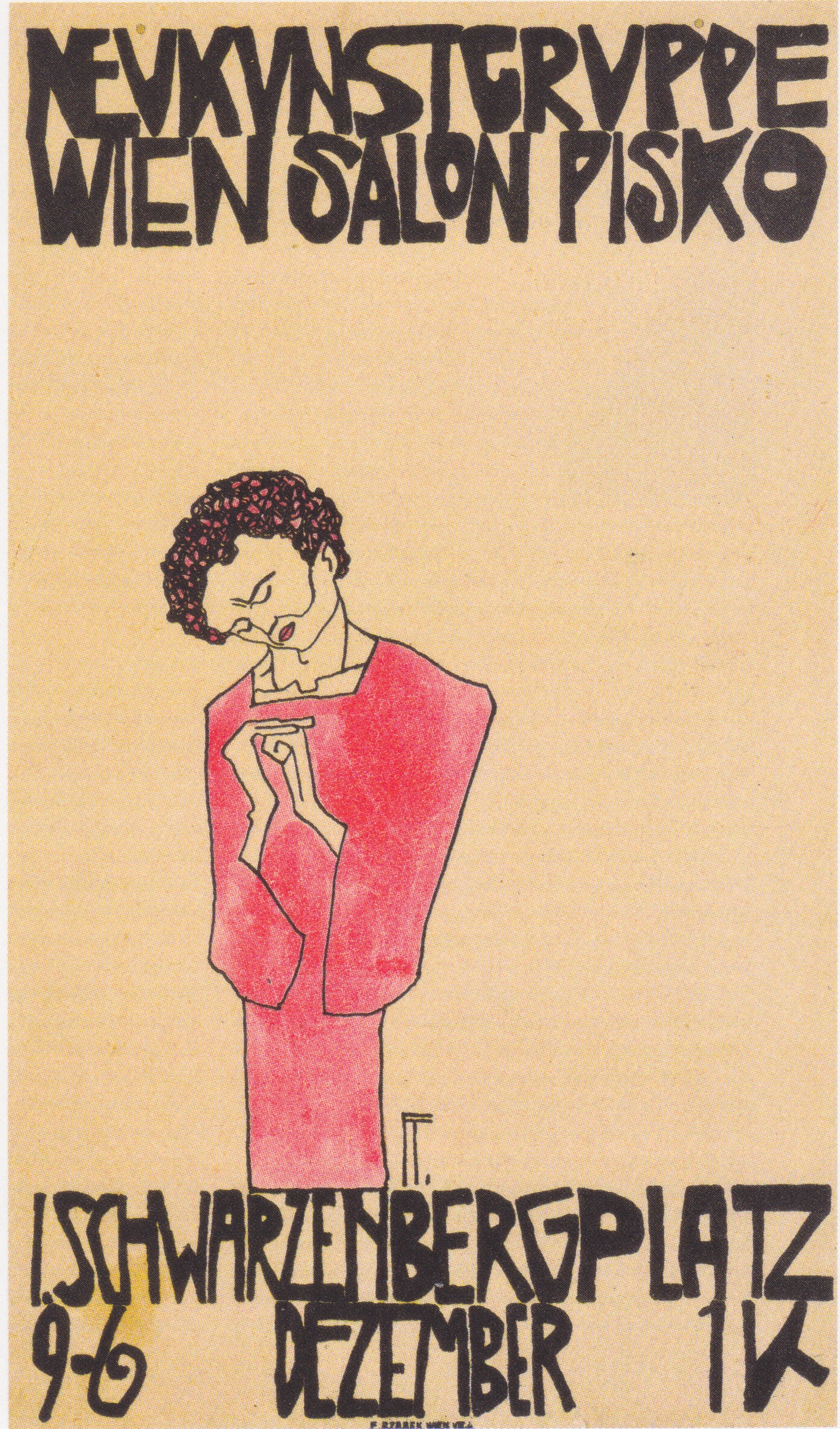
Von Anton Faistauer gestaltetes Plakat zur ersten Ausstellung der Neukunstgruppe im Salon Pisko (1909)

Die Neukunstgruppe war eine Gruppe von jungen Wiener Künstlern um Egon Schiele. Sie bestand von 1909 bis 1912.

## Geschichte

### Gründung 1909
Im Sommer 1909 wurde die Neukunstgruppe von jungen Künstlern gegründet, welche die Wiener Akademie verlassen hatten und nach neuen künstlerischen Ausdrucksweisen suchten. Unmittelbarer Anlass war ein von Egon Schiele verfasstes Beschwerdeheft mit der Forderung nach mehr Freiheit für die Studenten der Akademie, weswegen er im April aus der Akademie gewiesen wurde.
Die Gründung fand am 17. Juni 1909 in der Galerie Gustav Pisko in Wien in der Lothringerstraße 14, nahe dem Schwarzenbergplatz, statt. Unter den 15 Gründungsmitgliedern waren Anton Peschka (ein Schwager Schieles), Anton Faistauer, Rudolf Kalvach, Hans Böhler, Erwin Osen, Franz Wiegele, Robin Christian Andersen, sowie der Komponist Arthur Löwenstein. Zum Präsidenten wurde Egon Schiele gewählt.

„Die ,Neukunstgruppe‘ entstand nicht aus irgend einer Erwägung praktischer, kunstpolitischer, oder besonders ästhetischer Natur, sie ist keine spekulative Gründung und nicht von dem Verlangen beherrscht, ,Schule‘ zu machen, sondern sie kam gewissermaßen ungewollt zusammen, durch einen Akt der Notwehr, den ihr die Akademie aufzwang.“

In den folgenden Jahren kamen Oskar Kokoschka, Karl Hofer, Sebastian Isepp, Albert Paris Gütersloh und Anton Kolig dazu.

### Ausstellung Wien 1909
Im Dezember 1909 fand die erste Ausstellung der Gruppe in der Wiener Galerie Pisko statt. Anton Faistauer entwarf hierfür ein Plakat, Schiele verfasste ein Manifest. Er hatte auch elf Frauen zur Ausstellung eingeladen, darunter Maria Vera Brunner, die sich mit Zeichnungen beteiligte.
Der Katalog galt lange als verschollen und wurde 2006 (im Rahmen einer Ausstellung der Österreichischen Galerie Belvedere) neu herausgegeben.

### Ausstellung Prag 1910
Seit dem 2. Februar 1910 wurde eine Ausstellung im Klub deutscher Künstlerinnen in Prag gezeigt. Darin waren Werke unter anderem von Egon Schiele, Rudolf Kalvach, Anton Faistauer, Hans Böhler und Albert Paris Gütersloh enthalten.

### Ausstellung Wien 1911
Im Februar 1911 gab es die Sonderausstellung Malerei und Plastik in den Räumlichkeiten des Hagenbundes in der Wiener Zedlitzhalle. Egon Schiele stellte dabei nicht aus, dafür dominierten Sebastian Isepp und Oskar Kokoschka mit jeweils zwei eigenen Sälen die Ausstellung.

### Ausstellung Budapest 1912
Im Jänner 1912 gab es eine Ausstellung im Budapester Künstlerhaus unter dem Titel Neukunst Wien. Diese hatte Albert Paris Gütersloh organisiert. Mitwirkende waren außerdem u. a. Egon Schiele, Anton Faistauer, Anton Kolig und eventuell auch Oskar Kokoschka, der allerdings im Katalog nicht aufscheint.

### Auflösung
Nach diesen Ausstellungen bestand nur noch ein loser Kontakt zwischen den Künstlern und die Gruppe löste sich auf.

## Bedeutung
Die Neukunstgruppe hatte für die jungen Künstler eine enorme Bedeutung. Einerseits konnten sie hier ihre eigenen Vorstellungen von Kunst miteinander ausprobieren. Dabei entwickelten sie einen neuen österreichischen Farbexpressionismus. Andererseits bekamen sie durch die Ausstellungen Kontakte zu Galeristen und anderen Kunstinteressierten, die für ihre weitere Entwicklung von großer Bedeutung waren.
Für Egon Schiele macht die Bedeutung der Neukunstgruppe ein Ölbild „Die Tafelrunde“ deutlich, das er 1918 gemalt hatte. Hier stellt er sich als König Artus, ganz in Weiß gehalten dar, umgeben von einer bruderschaftlichen Männerrunde. Unter diesen ist auch Gustav Klimt zu erkennen. Offensichtlich empfand sich Schiele keineswegs als Einzelkämpfer, sondern die Malerkollegen besaßen für ihn einen hohen Stellenwert.